# 蔣貴
蔣貴（1380年—1449年），字大富，京師揚州府江都人。明朝軍事將領、定西侯。

## 生平
蔣貴早年以燕山衛卒，跟從朱棣起兵。其雄偉多力，善騎射，積功至昌國衛指揮同知。從大軍征交阯及北伐，遷都指揮僉事，掌彭城衛事。宣德二年，四川松潘諸番叛變，其充右參將，從總兵官陳懷討伐，后進都指揮同知，鎮守密雲。宣德七年，復命為參將，佐鎮松潘。九年，再次平定叛亂，進都督同知，充總兵官，佩平蠻將軍印。
正統元年，晉升爲右都督。佩平虜將軍印，帥師討阿臺進犯。次年，與都督趙安出涼州塞出征追討阿臺與朵兒，后獲勝。封定西伯，食祿一千二百石，給世券。正統四年，代任禮鎮甘肅。次年冬，征麓川蠻思任發，召還京。正統六年，命佩平蠻將軍印，充總兵官，與王驥帥師抵金齒，攻破木籠山七寨及馬鞍山象陣。次年封侯，益祿三百石。正統八年，復佩平蠻將軍印，與王驥討思任發子思機發，獲勝后加歲祿五百石。其子蒋雄死於該役。
正統十四年正月，去世，年七十歲。贈涇國公，謚武勇。

## 後事
其有子蔣雄、蔣義。蒋义有病不能嗣爵，由其子蔣琬繼承侯爵爵位。